# Fumihisa Yumoto
Fumihisa Yumoto (湯本 史寿, Yumoto Fumihisa; Kijimadaira, 23 april 1984) is een Japans schansspringer.
Hij maakte zijn internationale debuut in maart 2002 in de Continental Cup in eigen land. In de wereldbeker kwam hij in januari van het daaropvolgende jaar voor het eerst in actie maar bleef zijn deelname beperkt tot wedstrijden in eigen land. Pas in het seizoen 2007/2008 deed hij voor het eerst mee aan wereldbekerwedstrijden in Europa. Zijn beste prestatie in dat seizoen was de 22e plaats in Sapporo.
In zijn tweede seizoen won hij verrassend de wereldbekerwedstrijd in Pragelato. Deze wedstrijd werd gesprongen onder sterk wisselende omstandigheden en werd na één ronde afgebroken.